# Europejska Nagroda Muzyczna MTV dla najlepszego polskiego wykonawcy
Europejska Nagroda Muzyczna MTV dla najlepszego polskiego wykonawcy – nagroda przyznawana przez polską redakcję MTV podczas corocznego rozdania MTV Europe Music Awards. Nagrodę dla najlepszego polskiego wykonawcy po raz pierwszy przyznano w 2000. O zwycięstwie decydują widzowie za pomocą głosowania internetowego i telefonicznego (smsowego).

## Polscy laureaci i nominowani do nagrody MTV
| Rok  | Laureat           | Nominowani                                                     |
| ---- | ----------------- | -------------------------------------------------------------- |
| 2000 | Kazik             | - Brathanki - Reni Jusis - Kayah - Myslovitz                   |
| 2001 | Kasia Kowalska    | - Fiolka - Reni Jusis - Myslovitz - Smolik                     |
| 2002 | Myslovitz         | - Blue Café - Futro - T.Love - Wilki                           |
| 2003 | Myslovitz         | - Blue Café - Cool Kids of Death - Smolik - Peja               |
| 2004 | Sistars           | - Sidney Polak - Ania Dąbrowska - Reni Jusis - Trzeci Wymiar   |
| 2005 | Sistars           | - Brodka - Sidney Polak - Abradab - Zakopower                  |
| 2006 | Blog 27           | - Coma - Hey - Sistars - Doda i Virgin                         |
| 2007 | Doda              | - Brodka - Ania Dąbrowska - Katarzyna Nosowska - O.S.T.R.      |
| 2008 | Feel              | - Ania Dąbrowska - Afromental - Hey - Kasia Cerekwicka         |
| 2009 | Doda              | - Ania Dąbrowska - Afromental - Ewa Farna - Jamal              |
| 2010 | Afromental        | - Agnieszka Chylińska - Hey - Mrozu - Tede                     |
| 2011 | Ewa Farna         | - Afromental - Doda - Brodka - Myslovitz                       |
| 2012 | Brodka            | - Iza Lach - Pezet - Mrozu - The Stubs                         |
| 2013 | Bednarek          | - Dawid Podsiadło - Donatan - Ewelina Lisowska - Margaret      |
| 2014 | Dawid Kwiatkowski | - Artur Rojek - Jamal - Grzegorz Hyży - Mrozu                  |
| 2015 | Margaret          | - Natalia Nykiel - Sarsa - Tabb i Sound’n’Grace - Tede         |
| 2016 | Margaret          | - Ania Dąbrowska - Bovska - Dawid Podsiadło - Cleo             |
| 2017 | Dawid Kwiatkowski | - Kamil Bednarek - Monika Lewczuk - Margaret - Natalia Nykiel  |
| 2018 | Margaret          | - Brodka - Dawid Podsiadło - Natalia Nykiel - Taconafide       |
| 2019 | Roksana Węgiel    | - Bass Astral x Igo - Daria Zawiałow - Dawid Podsiadło - Sarsa |
| 2020 | Margaret          | - Quebonafide - Krzysztof Zalewski - Daria Zawiałow - Sanah    |
| 2021 | Daria Zawiałow    | - Brodka - Krzysztof Zalewski - Margaret - Sanah               |
| 2022 | Ralph Kaminski    | - Julia Wieniawa - Margaret - Mata - Young Leosia              |
| 2023 | Doda              | - Katarzyna Nosowska - Mrozu - Sanah - Vito Bambino            |
| 2024 | Daria Zawiałow    | - Kacperczyk - Kwiat Jabłoni - PRO8L3M - Krzysztof Zalewski    |

## New Sound of Europe
W 2007 wprowadzono nową kategorię – New Sound of Europe (Nowe odkrycie w Europie), która polegała na głosowaniu na nowe zespoły zaprezentowane przez regionalne oddziały MTV Europe. MTV Polska reprezentował zespół Coma, który wygrał w krajowej preselekcji z zespołami Cool Kids of Death, NOT, Hurt i The Car Is on Fire. W europejskim głosowaniu odpadł jako jeden z pierwszych.